# Test serii
Test serii (zwany też testem serii Stevensa lub testem serii Walda-Wolfowitza) – nieparametryczny test losowości próby. Stosuje się go m.in. do sprawdzenia, czy wyniki eksperymentu spełniają postulat losowości próby.
Hipotezę zerową i alternatywną formułujemy w sposób następujący:
- H0: dobór jednostek do próby jest losowy; model jest liniowy.
- H1: dobór jednostek do próby nie jest losowy; model jest nieliniowy.

Jedną z metod weryfikacji wyżej zapisanej hipotezy jest test serii.
Pod pojęciem serii rozumiemy każdy ciąg identycznych elementów w zbiorze uporządkowanym według przyjętego kryterium. Na przykład jeżeli odnotujemy płeć studentów podchodzących kolejno do egzaminu, możemy otrzymać ciąg:
M M Ż Ż M Ż Ż Ż M M Ż M Ż Ż Ż.
W tym przykładowym ciągu, uporządkowanym według kolejności pojawiania się elementów dwóch rodzajów (M i Ż), powstało 8 serii składających się z jednakowych elementów występujących obok siebie.
Zakładając, że pojawienie się kolejnych elementów jest losowe, ogólna liczba serii w ciągu n-elementowym jest zmienną losową {\displaystyle K} o znanym i ujętym w tablice rozkładzie. Jest ona statystyką w opisywanym teście losowości próby.
Sposób wyznaczania wartości statystyki z próby:
1. Kolejno zapisane {\displaystyle n} obserwacji zmiennej ciągłej tworzy ciąg podstawowy;
2. Obserwacje porządkujemy rosnąco i wyznaczamy medianę;
3. W ciągu podstawowym oznaczamy symbolami {\displaystyle A} i {\displaystyle B} wartości różniące się od mediany:
  - {\displaystyle x_{i}<Me} oznaczamy {\displaystyle A,}
  - {\displaystyle x_{i}>Me} oznaczamy {\displaystyle B,}
  - {\displaystyle x_{i}=Me} pomijamy.
4. Analizując ustawienie symboli {\displaystyle A} i {\displaystyle B,} zliczamy utworzoną liczbę serii {\displaystyle k,} która jest wartością statystyki otrzymaną z próby.

Obszar krytyczny testu jest dwustronny.
Jeżeli {\displaystyle n_{A},n_{B}\leqslant 20,} to wartości krytyczne odczytujemy z tablic rozkładu liczby serii (tablica H) jako:
{\displaystyle k_{1}(\alpha /2;n_{A};n_{B})} oraz {\displaystyle k_{2}(1-\alpha /2;n_{A};n_{B}),}
gdzie {\displaystyle n_{A}} i {\displaystyle n_{B}} oznaczają odpowiednio liczbę elementów oznaczonych symbolami {\displaystyle A} i {\displaystyle B.}
Zliczoną w próbie liczbę serii {\displaystyle k} porównujemy z wartościami krytycznymi testu.
Jeżeli wystąpi {\displaystyle k\leqslant k_{1}} lub {\displaystyle k\geqslant k_{2},} odrzucamy H0 na rzecz H1, co będzie oznaczało, że próba nie ma charakteru losowego.
Jeżeli {\displaystyle n_{A}} i {\displaystyle n_{B}\geqslant 20,} to zmienna losowa {\displaystyle K} dąży asymptotycznie do rozkładu normalnego {\displaystyle \mathrm {N} \{E(K),D(K)\}.} Wartość średnia i wariancja zmiennej są określone wzorami:
{\displaystyle \mathbb {E} (K)={\frac {2n_{A}n_{B}}{n}}+1,}
{\displaystyle D^{2}(K)={\frac {2n_{A}n_{B}(2n_{A}n_{B}-n)}{(n-1)n^{2}}}.}
Wykorzystując te parametry, obliczamy statystykę {\displaystyle Z,} która przy założeniu prawdziwości {\displaystyle H_{0}} ma rozkład N(0,1).
{\displaystyle Z={\frac {K-E(K)}{D(K)}}.}